# José Manuel Fernández Reyes
José Manuel Fernández Reyes, noto semplicemente come Fernández (Cordova, 18 novembre 1989), è un calciatore spagnolo, difensore del Betis Florida.

## Carriera

### Club

#### Esordio e debutto con il Córdoba
Inizia la sua carriera da calciatore nel 2006, quando viene acquistato dal Córdoba per militare nelle varie divisioni giovanili del club di Cordova. Il 11 dicembre 2010 arriva il suo debutto in prima squadra, in occasione del match di campionato con il Betis. Il 5 gennaio 2011, durante il match di Coppa del Re con il Deportivo La Coruña, subisce la prima ammonizione in carriera da calciatore professionista.